# Samsung Galaxy Note 20
Samsung Galaxy Note 20 và Galaxy Note 20 Ultra (cách điệu và được tiếp thị là Samsung Galaxy Note20 và Galaxy Note20 Ultra) là những chiếc phablet chạy trên nền Android do Samsung Electronics thiết kế, phát triển, sản xuất và tiếp thị cho dòng Samsung Galaxy Note của mình, kế nhiệm dòng Samsung Galaxy Note 10. Các phablet đã được công bố vào ngày 5 tháng 8 năm 2020 cùng với Samsung Galaxy Z Fold 2, Galaxy Watch 3, Galaxy Buds Live và Samsung Galaxy Tab S7 trong Sự kiện Unpacked của Samsung.
Do các hạn chế của đại dịch COVID-19 đối với các cuộc tụ họp công cộng và xã hội, dòng sản phẩm Note 20 đã được công bố kỹ thuật số tại tòa soạn của Samsung ở Hàn Quốc. Tại sự kiện này, Samsung đã công bố rằng các điện thoại thông minh bao gồm hỗ trợ kết nối 5G, cho phép kết nối di động băng thông cao hơn và độ trễ thấp hơn khi có vùng phủ sóng mạng 5G. Bút S-Pen của Note 20 hiện đã được cải tiến hơn và có độ trễ tốt hơn gấp 4 lần so với các thế hệ trước. Xám, Xanh lục và Đồng huyền bí là các tùy chọn màu cho Note 20, trong khi Mystic Bronze, Đen và Trắng là các tùy chọn màu cho Note 20 Ultra. Không giống như người tiền nhiệm của nó, dòng sản phẩm Note 20 không có mô hình "+".
Dòng Galaxy Note 20 cũng bao gồm một số tính năng phần mềm mới mạnh mẽ, bao gồm tối ưu hóa hiệu suất để chơi game trên thiết bị di động, đồng bộ hóa không dây với máy tính để bàn và máy tính xách tay cũng như cải tiến các tính năng DeX để kết nối từ xa với các thiết bị tương thích.

## Thiết kế
Dòng Galaxy Note 20 duy trì thiết kế tương tự với Galaxy Note 10 và Galaxy S20, với màn hình Infinity-O (lần đầu tiên được giới thiệu trên Galaxy S10) chứa một lỗ đục hình tròn ở giữa trên cùng cho camera selfie phía trước. Dãy camera sau được đặt ở góc với hình chữ nhật lồi lên như Galaxy S20, chứa ba camera.
Cả hai đều sử dụng nhôm anodized cho khung giống như người tiền nhiệm của họ. Note 20 sử dụng kính cường lực Gorilla Glass 5 cho màn hình; mặt sau được làm bằng polycarbonate gia cố, không thấy trên điện thoại dòng Note kể từ Note 4 và Note Edge. Note 20 Ultra có Gorilla Glass Victus cho màn hình  và mặt sau sử dụng Gorilla Glass 5. Các tùy chọn màu toàn cầu là Mystic Bronze, Mystic Grey, Mystic Green, Mystic Black và Mystic White, với Mystic Green, Mystic Bronze và Mystic Grey trên Note 20 có lớp hoàn thiện mờ, trong khi chỉ Mystic Bronze trên Note 20 Ultra có lớp mờ hoàn thành. Mystic Bronze có sẵn trên cả hai mẫu, trong khi Mystic Grey và Mystic Green được giới hạn trên Note 20, và Mystic Black và Mystic White chỉ được giới hạn trên Note 20 Ultra. Đối với Note 20, Mystic Red là độc quyền của SK Telecom với 256 GB dung lượng lưu trữ, thay thế Mystic Green ở Hàn Quốc; Mystic Blue sẽ được bán tại Ấn Độ.

## Thông số kỹ thuật

### Phần cứng

#### Chipset
Dòng Galaxy Note 20 bao gồm hai mẫu với các thông số kỹ thuật phần cứng khác nhau; Các mẫu quốc tế của Note 20 sử dụng chip hệ thống Exynos 990, trong khi các mẫu ở Mỹ sử dụng Qualcomm Snapdragon 865+. Cả hai SoC đều dựa trên nút công nghệ xử lý 7 nm+. Chipset Exynos đi kèm với GPU Mali-G77 MP11, trong khi chipset Snapdragon đi kèm với GPU Adreno 650.

#### Hiển thị
Galaxy Note 20 không có màn hình cong như trên Note 20 Ultra. Note 20 và Note 20 Ultra có màn hình 6,7 inch 1080p và 6,9 inch 1440p tương ứng. Cả hai đều sử dụng màn hình AMOLED với hỗ trợ HDR10 + và công nghệ "ánh xạ tông màu động", được bán trên thị trường là Super AMOLED Plus cho Note 20 và Dynamic AMOLED 2X cho Note 20 Ultra. Note 20 có tốc độ làm tươi 60 Hz cố định, tuy nhiên Note 20 Ultra cung cấp tốc độ làm mới 120 Hz thay đổi. Cài đặt có hai tùy chọn, 60 Hz và Thích ứng, tùy chọn sau sử dụng tốc độ làm mới thay đổi có thể điều chỉnh dựa trên nội dung được hiển thị, được kích hoạt bởi bảng nối đa năng LTPO tiết kiệm năng lượng hơn. Không giống như dòng S20, màn hình sẽ vẫn ở 120 Hz bất kể mức pin của thiết bị và có thể xử lý nhiệt độ cao hơn một chút trước khi chuyển sang 60 Hz. Chế độ thích ứng được giới hạn ở độ phân giải FHD, yêu cầu người dùng chuyển sang chế độ 60 Hz để bật độ phân giải QHD. Cả hai mẫu đều sử dụng cảm biến vân tay siêu âm trong màn hình.

#### Bộ nhớ
Dung lượng RAM cơ bản là 8 GB, kết hợp với bộ nhớ trong 128 hoặc 256 GB tiêu chuẩn. Note 20 Ultra có RAM 12 GB và tùy chọn UFS 512 GB và có bộ nhớ mở rộng lên đến 1 TB thông qua khe cắm thẻ nhớ microSD.

#### Pin
Note 20 và Note 20 Ultra sử dụng pin Li-Ion không thể tháo rời, lần lượt là 4300 mAh và 4500 mAh.
Sạc không dây Qi tưong thích cũng như khả năng sạc thiết bị tương thích Qi khác từ nguồn pin của chính Note 20, được gắn nhãn hiệu là " Samsung PowerShare "; Sạc có dây được hỗ trợ qua USB-C lên đến 25 W.

#### Kết nối
Bộ đôi này đi kèm với kết nối tiêu chuẩn 5G, mặc dù một số khu vực có thể có các biến thể LTE đặc biệt hoặc chỉ có tần số phụ 6 GHz và cả hai đều bỏ qua giắc cắm âm thanh.
Nó có công nghệ NFC, eSIM và Ultra-wideband.

#### Máy ảnh
Note 20 có thông số kỹ thuật máy ảnh tương tự như của Samsung Galaxy S20, bao gồm cảm biến rộng 12 MP với khẩu độ f  1.8, cảm biến tele 64 MP với khẩu độ f  2.0 và cảm biến siêu rộng 12 MP với tiêu cự tương đương 12 mm. Máy ảnh tele hỗ trợ zoom quang kết hợp 3 × và zoom kỹ thuật số 10 ×, kết hợp cho phép zoom kết hợp 30 ×.
Note 20 Ultra có thiết lập máy ảnh tiên tiến hơn so với đối tác của nó, bao gồm cảm biến rộng 108 MP, cảm biến tele "kính tiềm vọng" 12 MP và cảm biến siêu rộng 12 MP. Máy ảnh tele có tiêu cự 120mm (tương đương 35mm), tương đương với zoom quang học 5 × và cho phép zoom lai 50 × (được hỗ trợ bởi zoom kỹ thuật số). Tính năng tự động lấy nét bằng laser được sử dụng để hỗ trợ cho máy ảnh thời gian bay của S20 Ultra.
Cảm biến tele của Note 20 và cảm biến rộng của Note 20 Ultra sử dụng pixel binning để tạo ra hình ảnh chất lượng cao hơn ở độ phân giải tiêu chuẩn, với cảm biến góc rộng sử dụng công nghệ Nonacell nhóm 3x3 pixel để thu được nhiều ánh sáng hơn.
Camera trước sử dụng cảm biến 10 MP và có thể quay video 4K.
Single Take, được giới thiệu trên dòng S20, cho phép người dùng chụp ảnh hoặc quay video đồng thời bằng các cảm biến khác nhau một cách tự động. Cả hai mẫu đều có thể quay video 8K ở tốc độ 24 khung hình / giây. Trên Note 20, điều này được kích hoạt nhờ cảm biến tele 64 MP, trong khi cảm biến rộng 108 MP của Note 20 Ultra hỗ trợ video 8K.

#### S-Pen
S-Pen có độ trễ tốt hơn ở mức 26ms trên Note 20 và 9ms trên Note 20 Ultra, giảm từ 42ms trên Note 10 và Note 10+. Ngoài ra, nó còn có được 5 cử chỉ Air mới hoạt động trên giao diện người dùng bằng cách sử dụng gia tốc kế và con quay hồi chuyển, cũng như 'dự đoán điểm dựa trên AI'. Thời lượng pin cũng được cải thiện từ 10 giờ lên 24 giờ.

#### Phụ kiện
Tai nghe nhét tai được bao gồm ở một số quốc gia như Vương quốc Anh, nhưng không được bao gồm ở những quốc gia khác như Hoa Kỳ.

### Phần mềm
Các thiết bị sẽ xuất xưởng với Android 10 và One UI 2.5. Bản thử nghiệm beta cho Android 11 dự kiến sẽ được phát hành vào cuối năm nay.

#### Xbox Game Pass
Samsung đã hợp tác với Xbox để cung cấp các trò chơi Xbox trên Note 20. Tại một số thị trường nhất định, Galaxy Note 20 sẽ được cung cấp ba tháng dùng trò chơi Xbox miễn phí cùng với bảng điều khiển Xbox; Trò chơi Xbox sẽ có thể chơi được từ điện thoại đến TV. Hơn 90 trò chơi Xbox có thể chơi được trên Note 20.

## Tiếp nhận
Các bài đánh giá sơ bộ từ các trang web đánh giá công nghệ khác nhau, chẳng hạn như TechRadar và The Verge, đã ca ngợi dòng Note 20 nhờ bút S-Pen được thiết kế lại và hiệu suất máy ảnh. Tuy nhiên, Note 20 cơ bản đã bị chỉ trích vì màn hình chất lượng thấp hơn và cấu trúc bằng nhựa mặc dù có mức giá khởi điểm cao. Viết cho TechRadar, James Peckham cho biết trong phán quyết của mình, "Galaxy Note 20 là điện thoại thông minh đi kèm bút stylus cấp nhập cảnh mới của Samsung cho năm 2020, nhưng nó có vẻ không đặc biệt thú vị đối với đám đông yêu thích Note thông thường. Nó làm nổi bật một số tính năng giá cả phải chăng hơn so với người anh em Ultra thú vị hơn của nó nhưng nó cũng có thể tốt cho những người không muốn chi nhiều tiền. "  Có sự khác biệt rõ rệt về hiệu suất của hai bộ vi xử lý có sẵn, điều này gây ra lo ngại rằng các mẫu Exynos là một sản phẩm kém chất lượng. Những khác biệt này không lớn như trong các mô hình trước đó.